# Тороидальная антенна
Тороидальная (тороидально-параболическая) антенна -  класс зеркальных многолучевых антенн, применяемых в радиолокации и спутниковой связи. Такая антенна позволяет формировать несколько диаграмм направленности (лучей) в широком секторе. 

## Принцип действия
Форма зеркала классической параболической антенны — параболоид вращения — получается вращением симметричного отрезка параболы вокруг её оси симметрии. Лучи, параллельно падающие на зеркало вдоль оси симметрии, собираются в точке фокуса, где устанавливается облучатель антенны. Максимум диаграммы направленности такой антенны совпадает с осью параболоида. При смещении облучателя в фокальной плоскости диаграмма направленности смещается в противоположную сторону с уменьшением коэффициента направленного действия (КНД) и, следовательно, усиления антенны. Установив на одно параболическое зеркало несколько облучателей можно получить многолучевую (имеющую несколько максимумов диаграммы направленности) антенну, хотя усиление для каждого луча будем тем меньше, чем дальше отодвинут его облучатель от точки фокуса. При смещении облучателя более, чем на 10o происходит резкое падение КНД, что ограничивает возможный сектор многолучевого приема параболическими антеннами.
Антенна с зеркалом сферического профиля позволяет смещать облучатель в секторе, на порядок большем без существенного снижения КНД. Однако, при равном диаметре зеркала сферическая антенна имеет меньшее усиление из-за сферических аберраций (отраженные от зеркала сигналы приходят на облучатель не в фазе) и для максимально эффективного использования требует разработки специальных облучающих систем. 
Тороидально-параболический рефлектор получается вращением образующего отрезка параболической дуги вокруг оси, перпендикулярной оси параболы. Точка фокуса исходной параболы при таком вращении образует "фокальную дугу", вдоль которой располагаются облучатели. Такой рефлектор сочетает свойства параболического и сферического зеркал.  Использование тороидально-параболического рефлектора позволяет организовать многолучевой прием в широком секторе («угле сканирования») вдоль фокальной дуги без заметного снижения усиления. Сферические аберрации присутствуют только в одном направлении и, поскольку каждый из облучателей «засвечивает» только часть тороидального зеркала, оказываются невелики. Максимальный угол сканирования антенн с тороидально-параболическим зеркалом составляет примерно 1200 в плоскости фокальной дуги (азимутальной), максимальная эффективность достигается при угле сканирования 60-800. Угол сканирования в плоскости образующей параболы (угломестной) составляет около 150 . Расширения угла сканирования тороидальной антенны возможно при применении сфероидально-тороидального рефлектора, однако в этом случае опять возникает проблема сферических аберраций. Для их устранения и обеспечения синфазности приходящих на облучатель сигналов используется контррефлектор, который может быть выполнен в виде отдельных зеркал для каждого из лучей (многозеркальная схема) или в виде единого для всех лучей гиперболического тора (двухзеркальная схема). Для того, чтобы исключить затенение облучателями или контррефлектором основного зеркала антенны и увеличить коэффициент использования поверхности, используется офсетная схема.

## Применение в радиолокации
В радиолокации тороидальные антенны применяются в системах контроля космического пространства и других случаях, когда требуется одновременный приём с нескольких направлений без перенаведения антенны.

## Применение в спутниковой связи
В спутниковой связи многолучевые антенны используется для одновременного приёма сигнала с многих геостационарных спутников, находящихся в широком секторе «пояса Кларка». Одна тороидальная спутниковая антенна заменяет собой несколько обычных параболических зеркальных антенн и, в отличие от моторизованных антенн, позволяет переходить с одного спутника на другой без затрат времени на наведение. Применение тороидальных многолучевых антенн оправдано в том случае, когда её размеры сравнимы с размерами однолучевой и существенно меньше, чем нескольких однолучевых, которые она заменяет.
Примеры тороидальных антенн для приема спутникового сигнала:
- Семейство антенн SIMULSAT[9] компании ATCi выполненное по однозеркальной схеме, работает в диапазонах С и Ku и позволяет принимать до 35 спутников в секторе 700 с одинаковым усилением для всех лучей. При этом антенна Simulsat 5B занимает при установке площадь 4х4.3 метра и имеет усиление, соответствующее усилению антенны диаметром 4.5 метра в C-диапазоне и 2.4 метра в Ku-диапазоне.
- Антенна «Model 700-70TCK»[10], выполненная по однозеркальной офсетной схеме, также позволяет принимать до 35 спутников в секторе 700. Антенна работает в диапазонах C и Ku. Для каждой позиции может оснащаться двухпортовым облучателями для приема двух поляризаций в одном из диапазонов или четырехпортовым облучателем для приема двух поляризаций в каждом из диапазонов. При размере рефлектора 24х7 метров антенна «Model 700-70TCK» имеет для каждого из лучей усиление, эквивалентное однозеркальной антенне диаметров 7 метров в любом из диапазонов (при использовании четырехпортового облучателя усиление в Ku-диапазоне снижается на 2 дБ).
- Для домашнего приёма спутникового ТВ выпускаются тороидальные антенны небольших размеров. Антенна T90 [11], выполненная по двухзеркальной схеме, имеет размеры рефлектора 97х109 сантиметров и характеристики, аналогичные однозеркальным антеннам диаметров 90 сантиметров. Антенна позволяют принимать сигналы в Ku-диапазоне со спутников, разнесённых по позициям до 40 градусов. На антенну T90 можно установить до 16-ти конвертеров с интегрированными облучателями и сформировать соответствующее количество лучей.

## Сноски
1. 1 2  С.П.Гeруни, Д.М. Сазонов. Шестнадцать антенн в одной. журнал Телеспутник. Дата обращения: 26 марта 2017. Архивировано 6 июля 2020 года.
2. ↑  Фролов, Вальд, 2008, Однозеркальные сферические антенны.
3. ↑  Фролов, Вальд, 2008, Однозеркальные тороидально-параболические антенны.
4. ↑  Сомов, 2015, Двухзеркальные и многозеркальные МЛА.
5. ↑  Melvin L. Stone and Gerald P. Banner. Radars for the Detection and Tracking of Ballistic Missiles, Satellites, and Planets. Дата обращения: 26 марта 2017. Архивировано из оригинала 12 мая 2013 года.
6. ↑  Radar Basics. Torus Antenna. Дата обращения: 26 марта 2017. Архивировано 23 мая 2017 года.
7. ↑  Multiple-Beam Antennas. The New York Times. Дата обращения: 1 октября 2017. Архивировано 17 августа 2016 года.
8. ↑  Сомов, 2015, Необходимость применения многолучевых антенн в спутниковой связи.
9. ↑  SIMULSAT Multibeam Earth Station. Antenna Technology Communications, Inc. Дата обращения: 26 марта 2017. Архивировано 3 декабря 2016 года.
10. ↑  Torus Multiple Band Antenna. Communications and Power Industries. Дата обращения: 14 сентября 2020. Архивировано 23 февраля 2022 года.
11. ↑  Алексей Бызов. Как принимать 16 спутников на одну антенну. Телеспутник (28 мая 2019). Дата обращения: 8 августа 2020. Архивировано 14 августа 2020 года.